# Список дипломатических миссий Аргентины

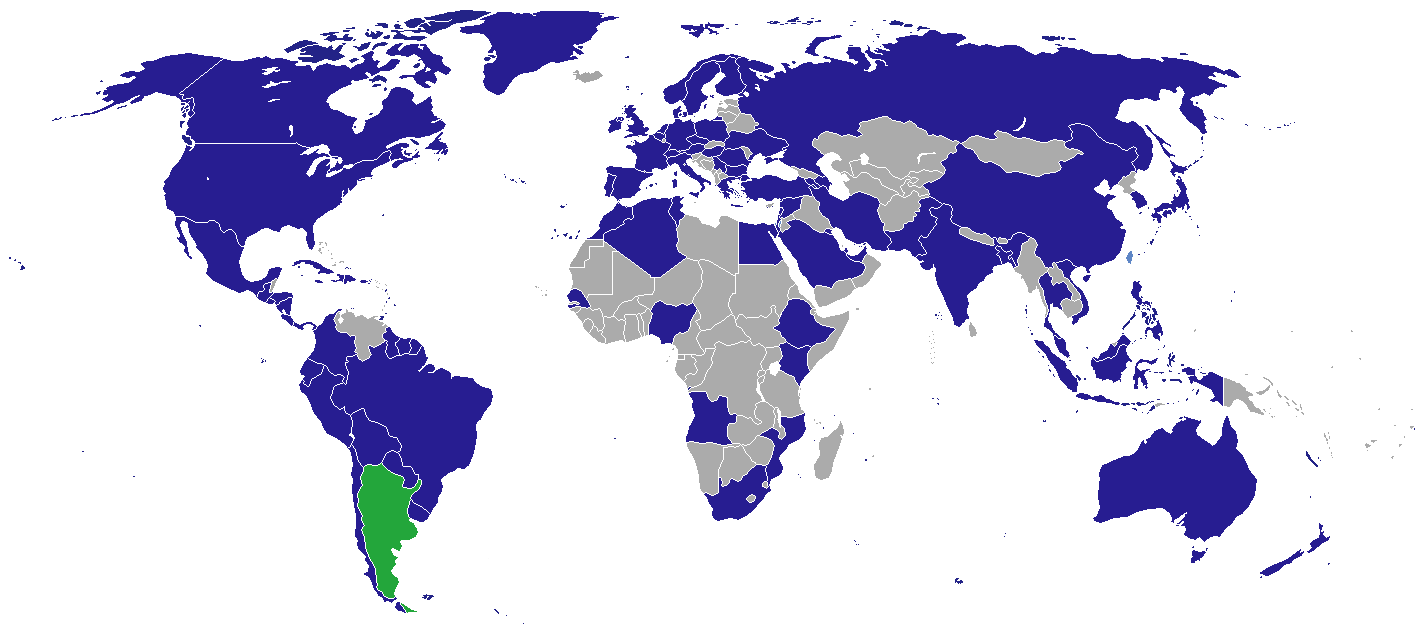
Дипломатические миссии Аргентины

Спи́сок дипломати́ческих ми́ссий Аргенти́ны — перечень дипломатических миссий (посольств) и консульств Аргентины в странах мира (не включает почётных консульств).

## Европа
- Австрия
  - Вена (посольство)
- Азербайджан
  - Баку (посольство)
- Армения
  - Ереван (посольство)
- Бельгия
  - Брюссель (посольство)
- Болгария
  - София (посольство)
- Ватикан
  - Ватикан (посольство)
- Великобритания
  - Лондон (посольство)
- Венгрия
  - Будапешт (посольство)
- Германия
  - Берлин (посольство)

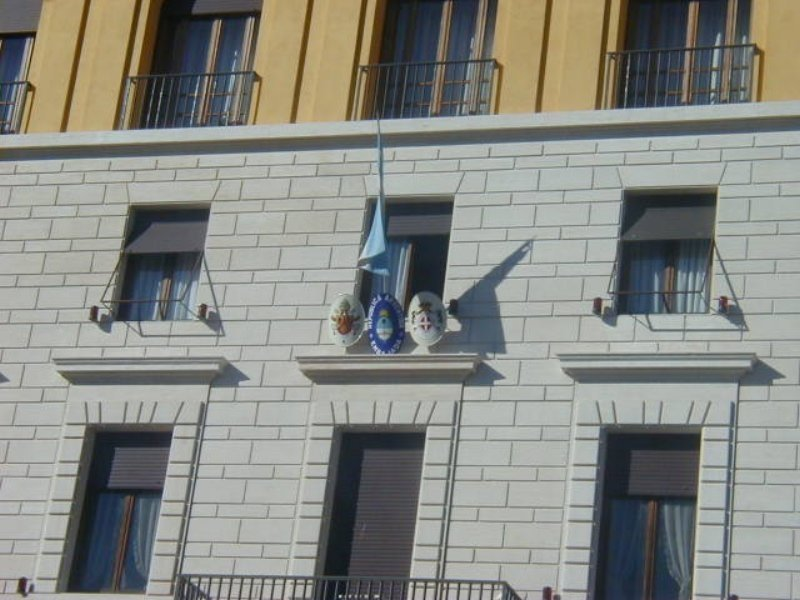
Посольство Аргентины в Ватикане

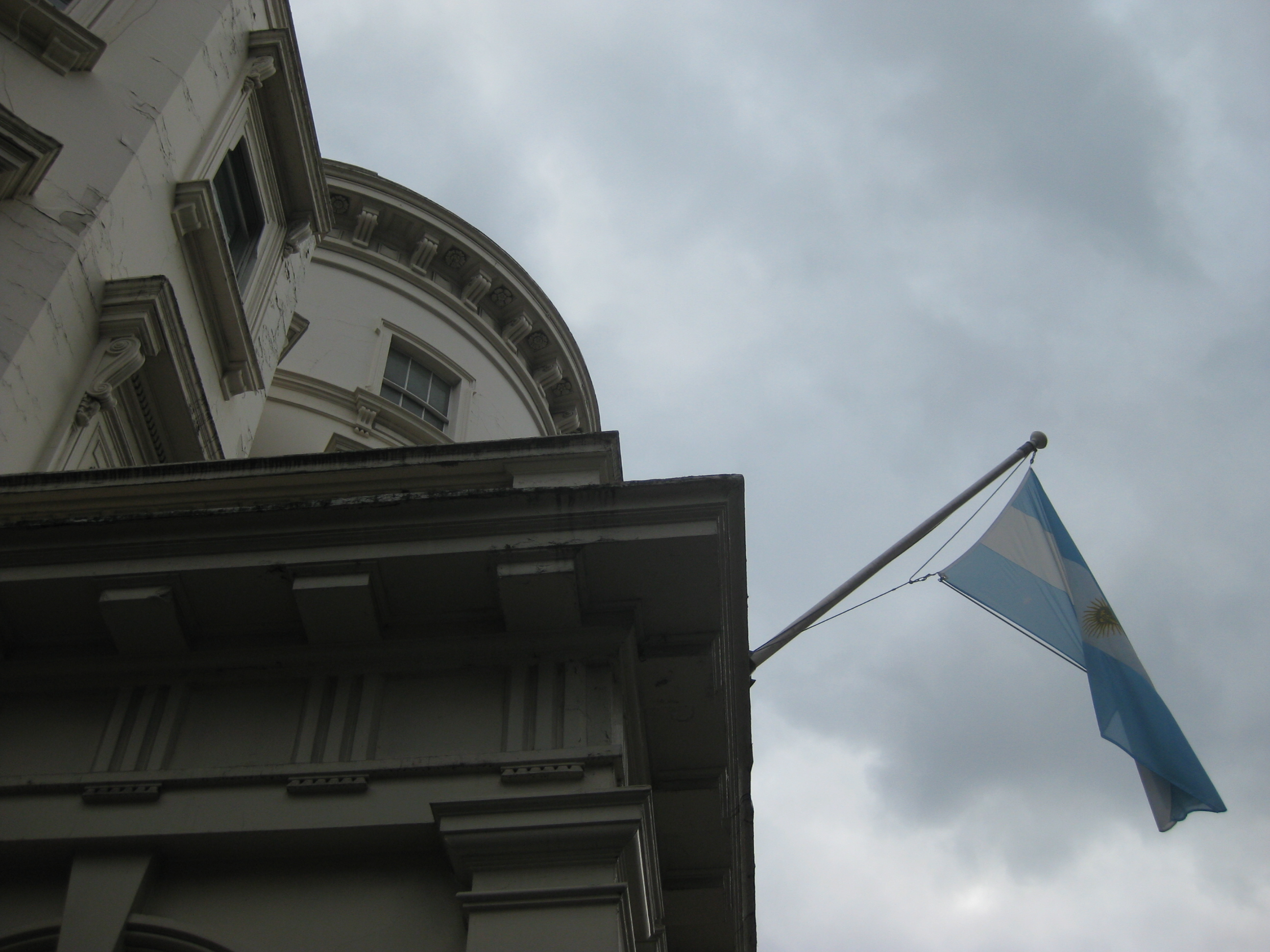
Посольство Аргентины в Лондоне

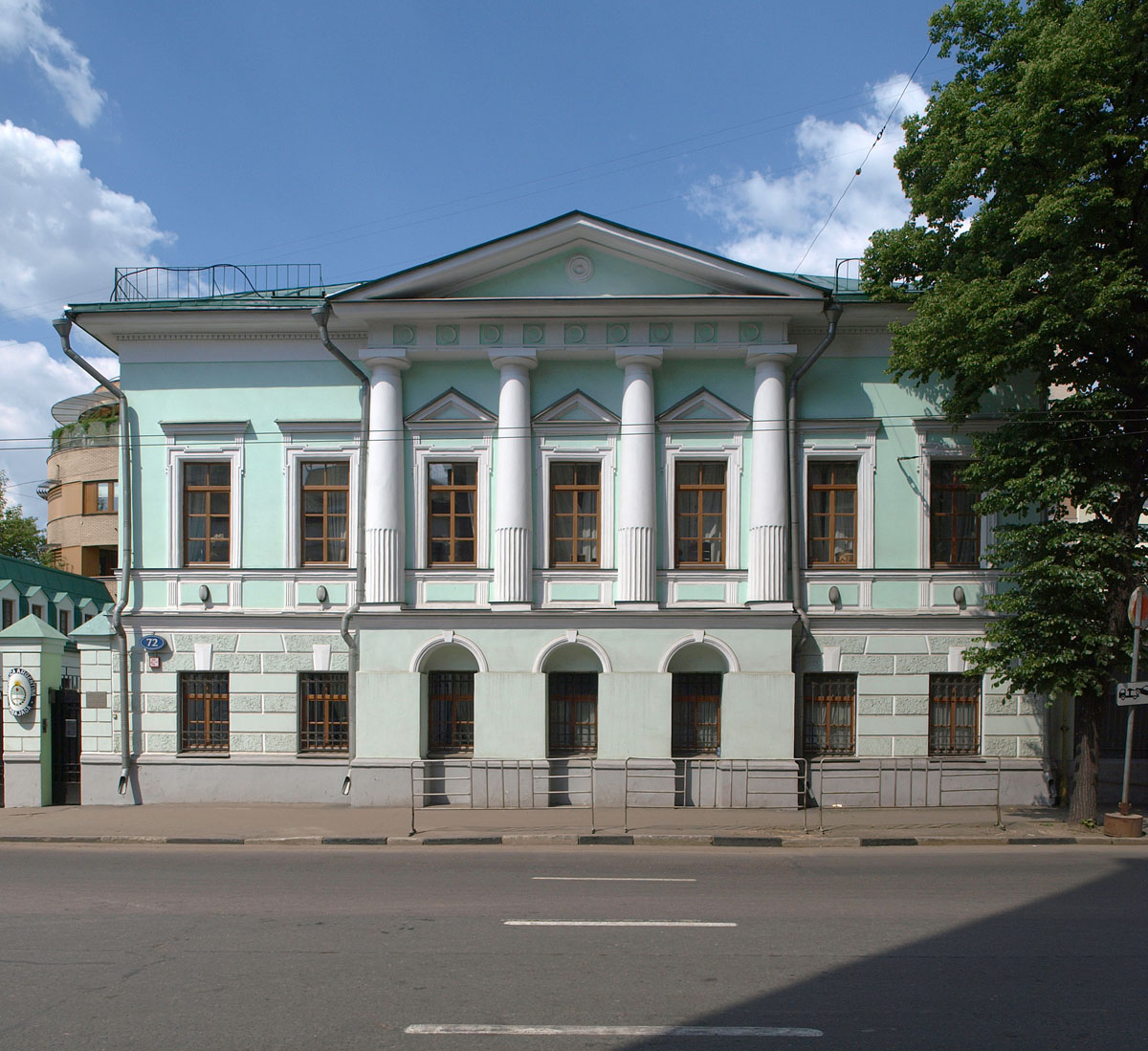
Посольство Аргентины в Москве

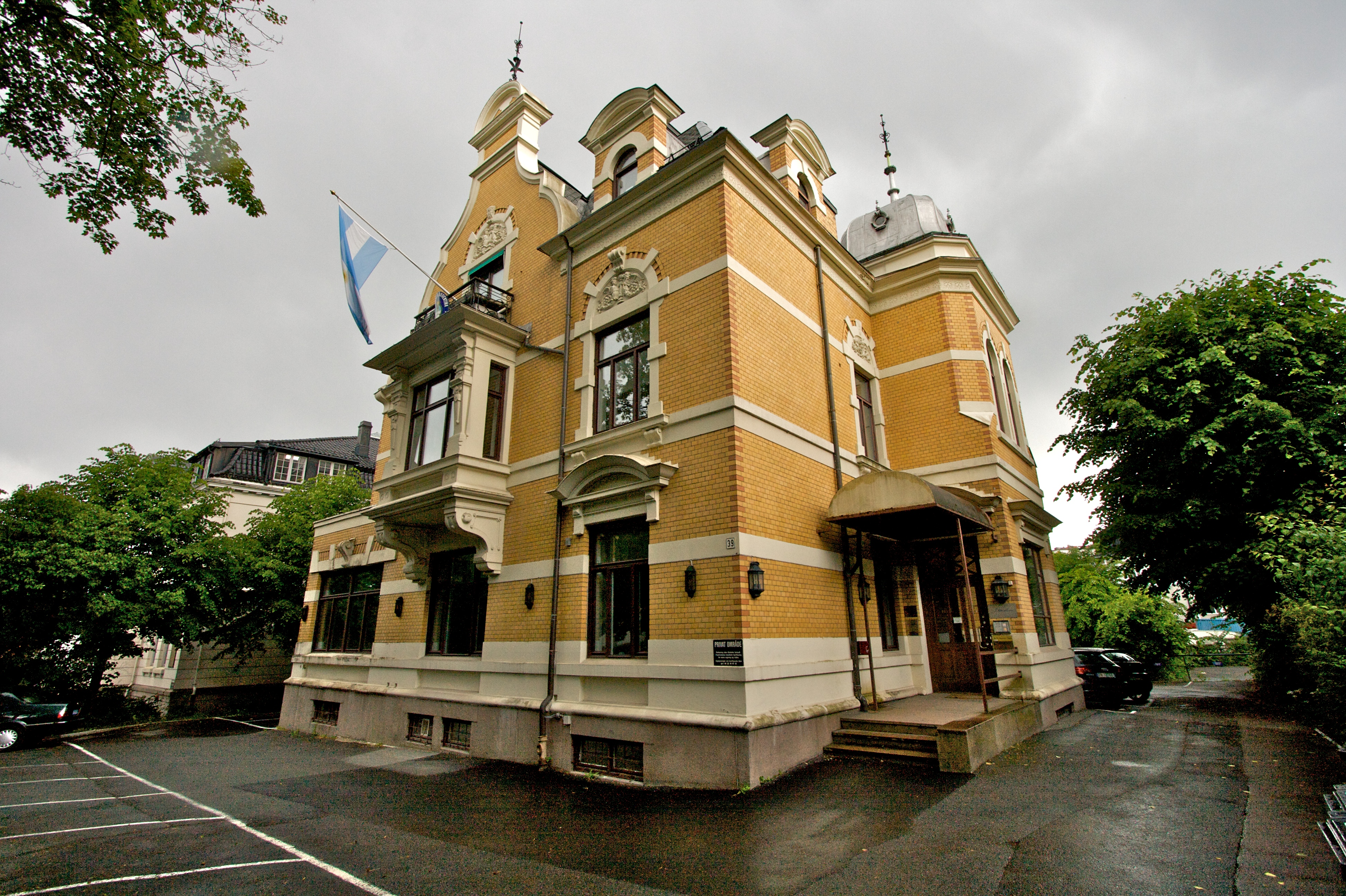
Посольство Аргентины в Осло

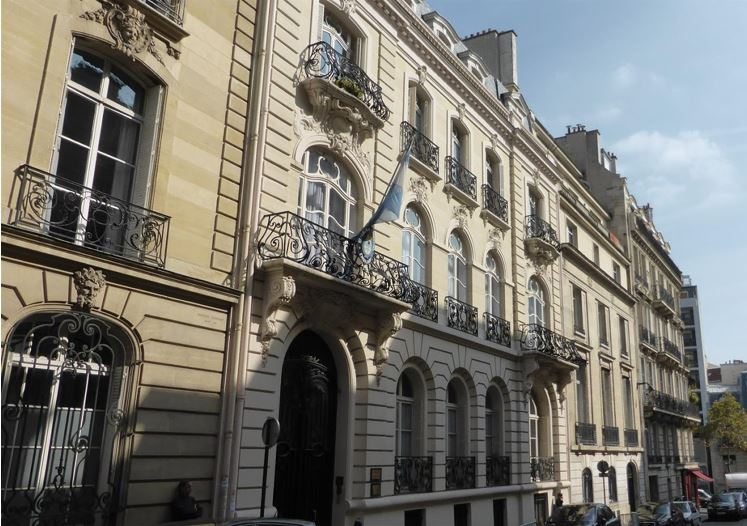
Посольство Аргентины в Париже

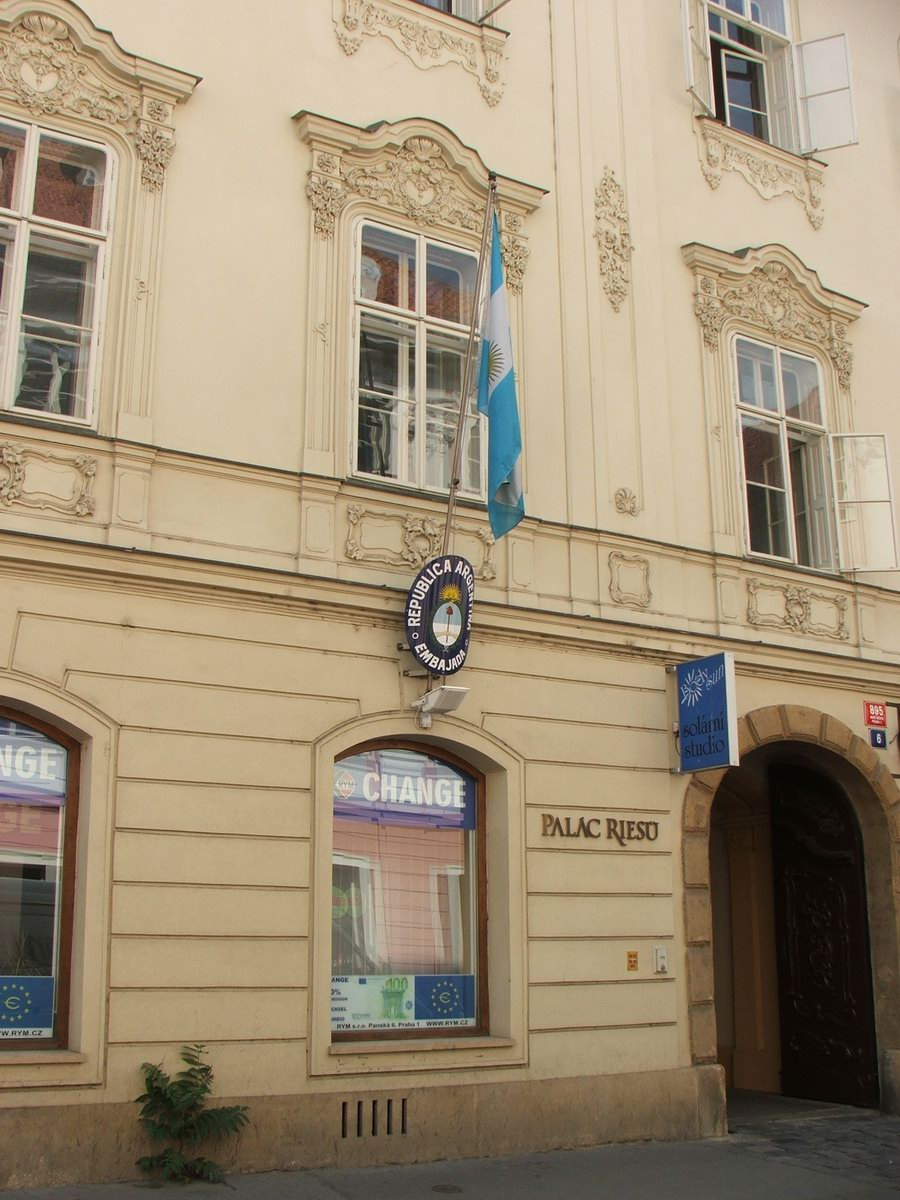
Посольство Аргентины в Праге

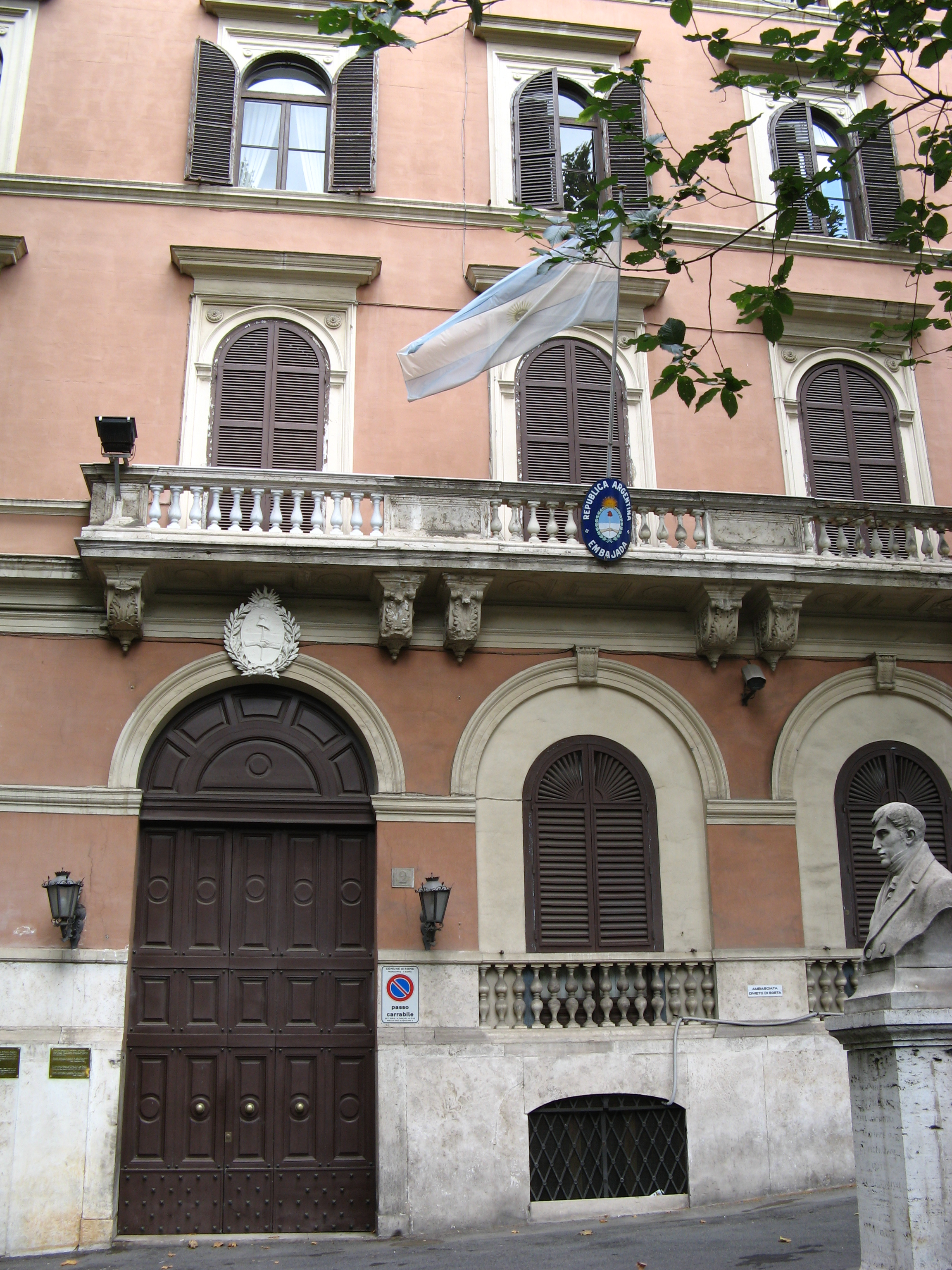
Посольство Аргентины в Риме

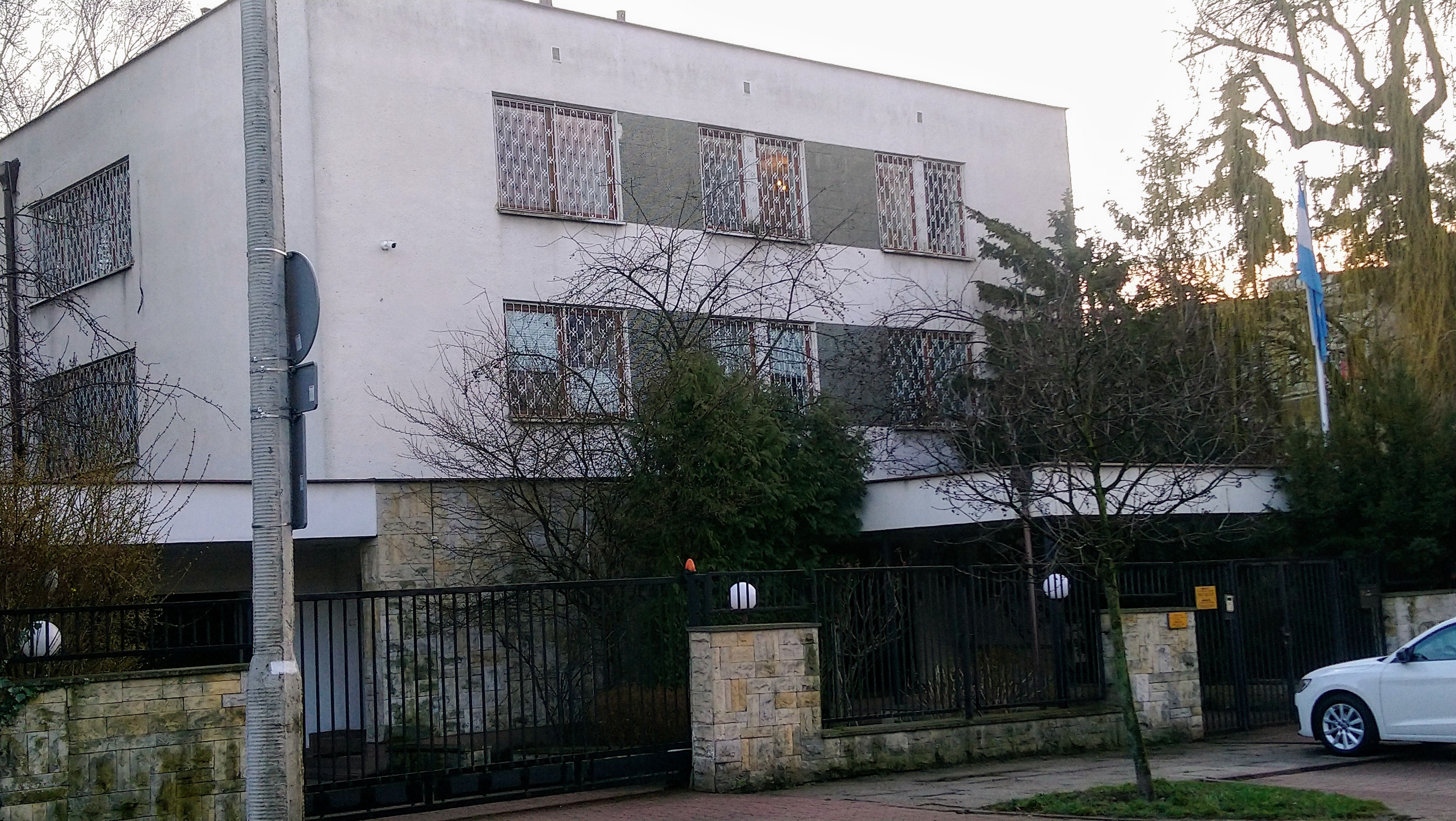
Посольство Аргентины в Варшаве

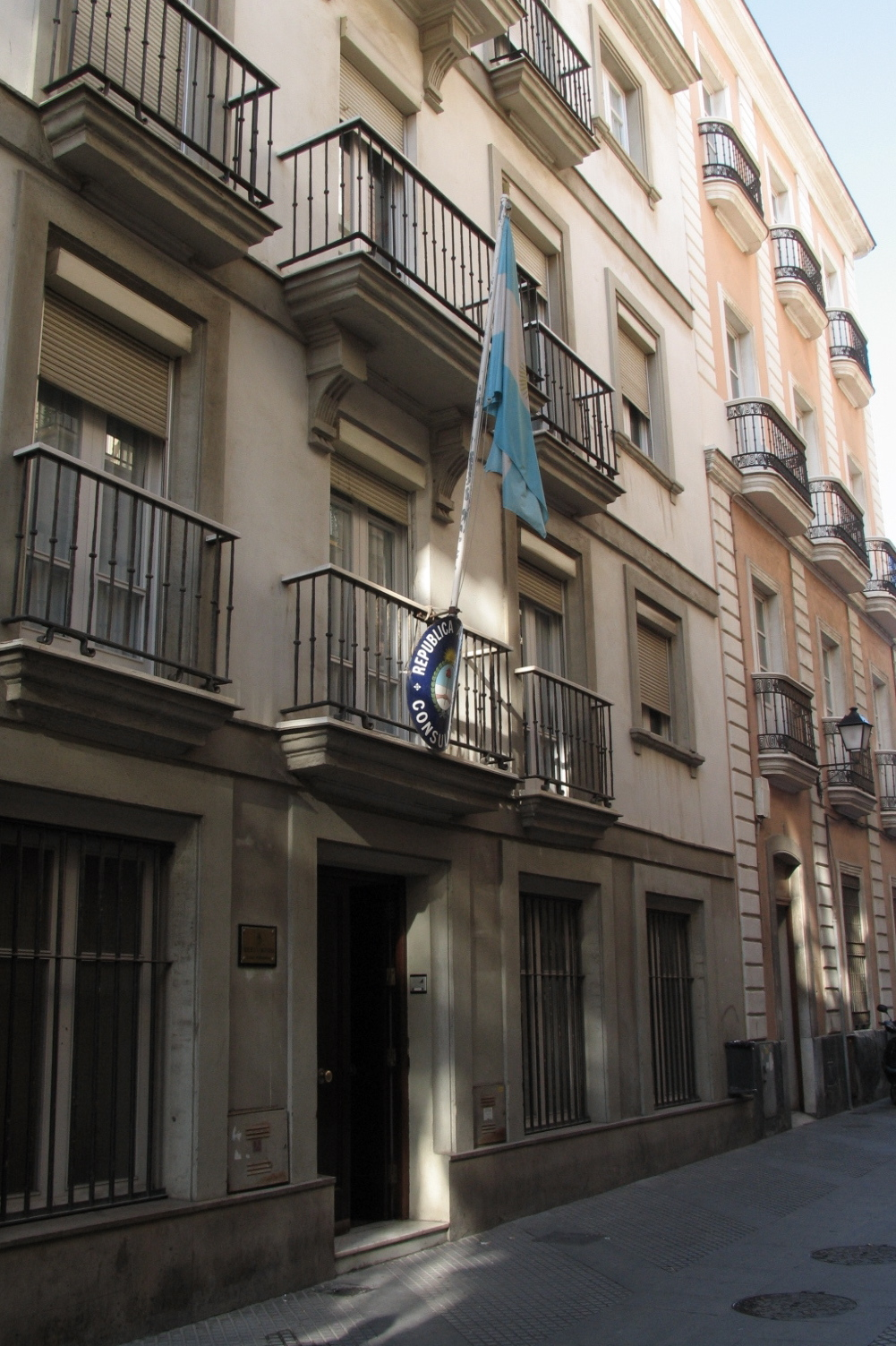
Консульство Аргентины в Кадисе

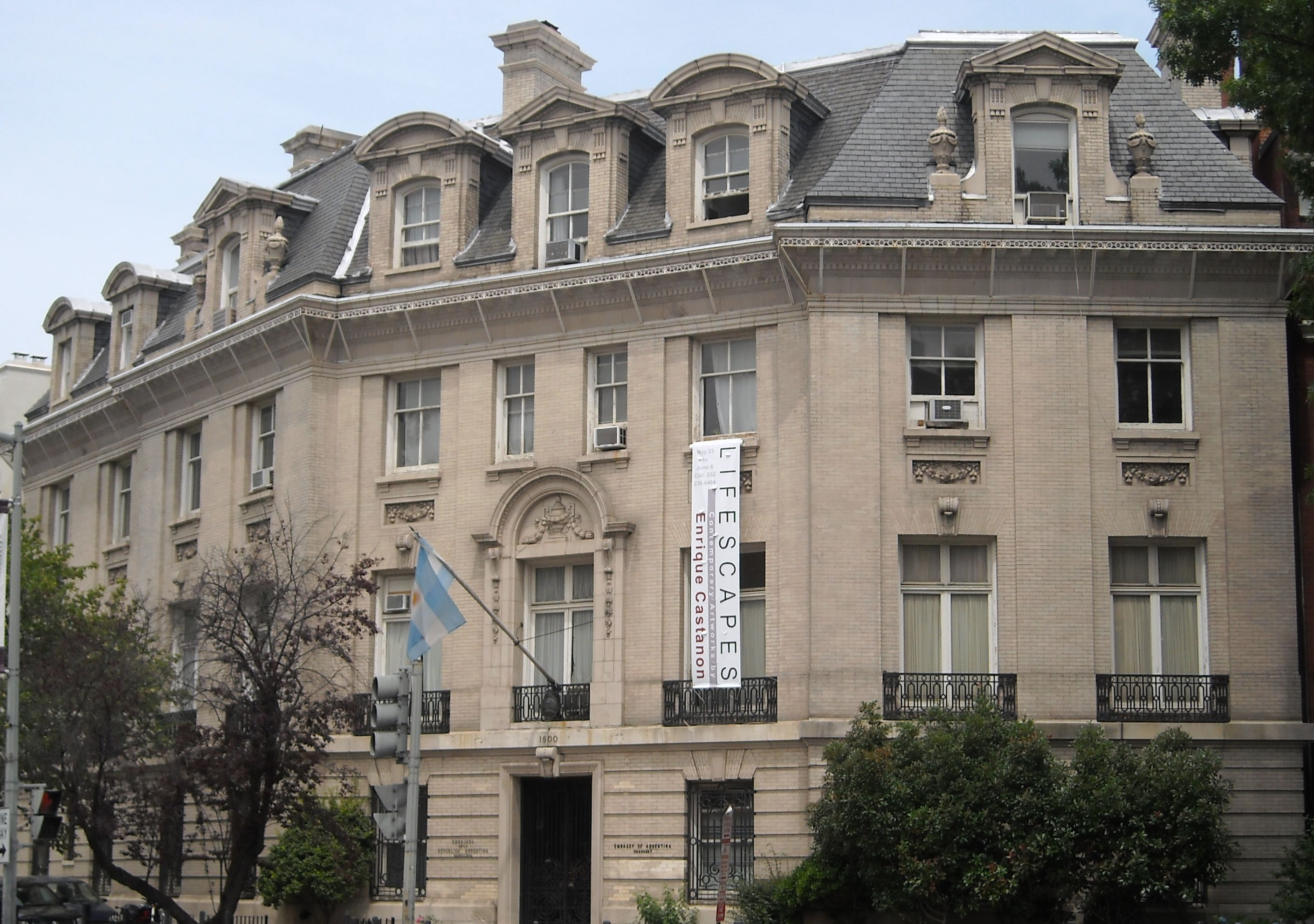
Посольство Аргентины в Вашингтоне

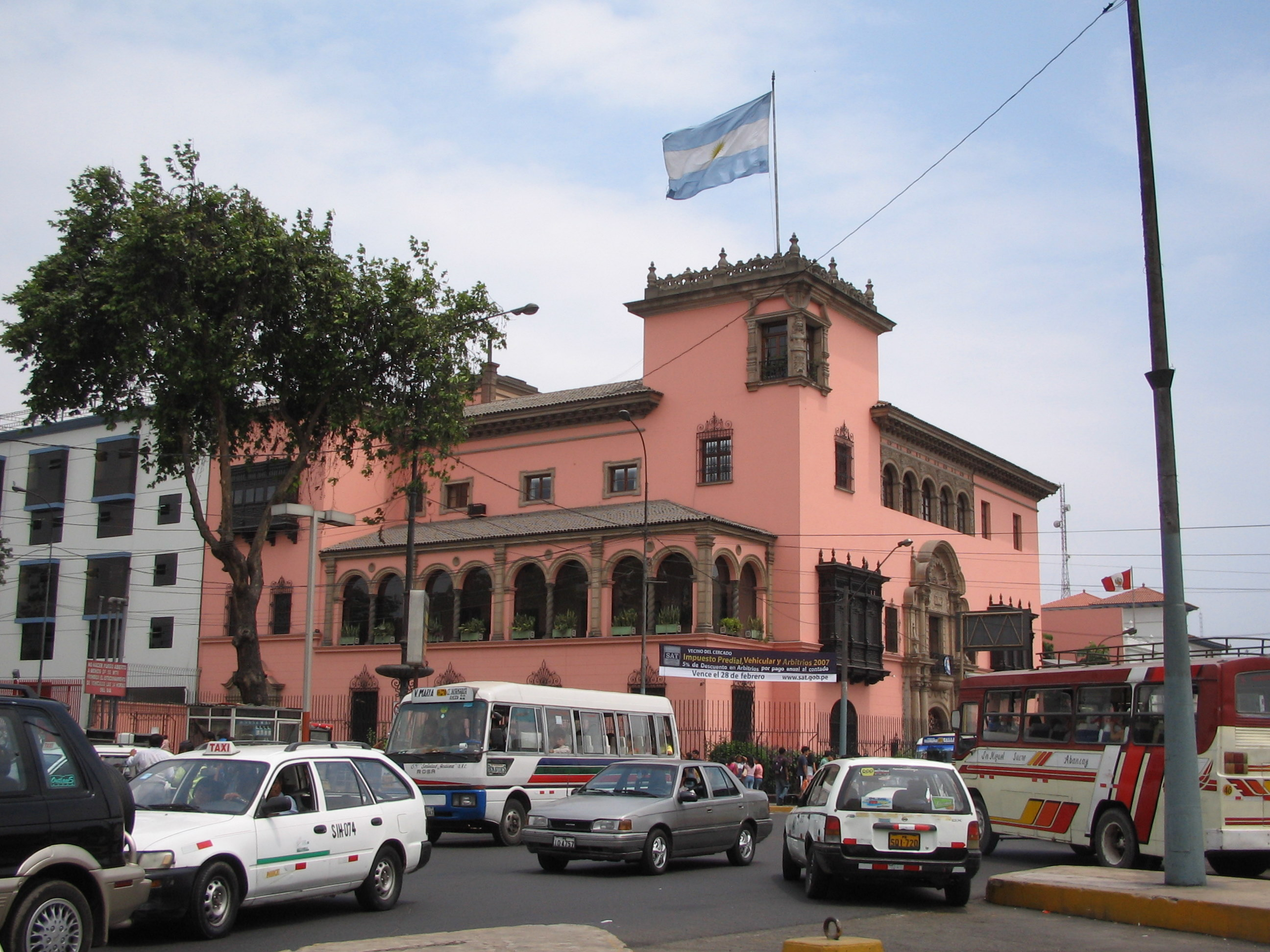
Посольство Аргентины в Лиме

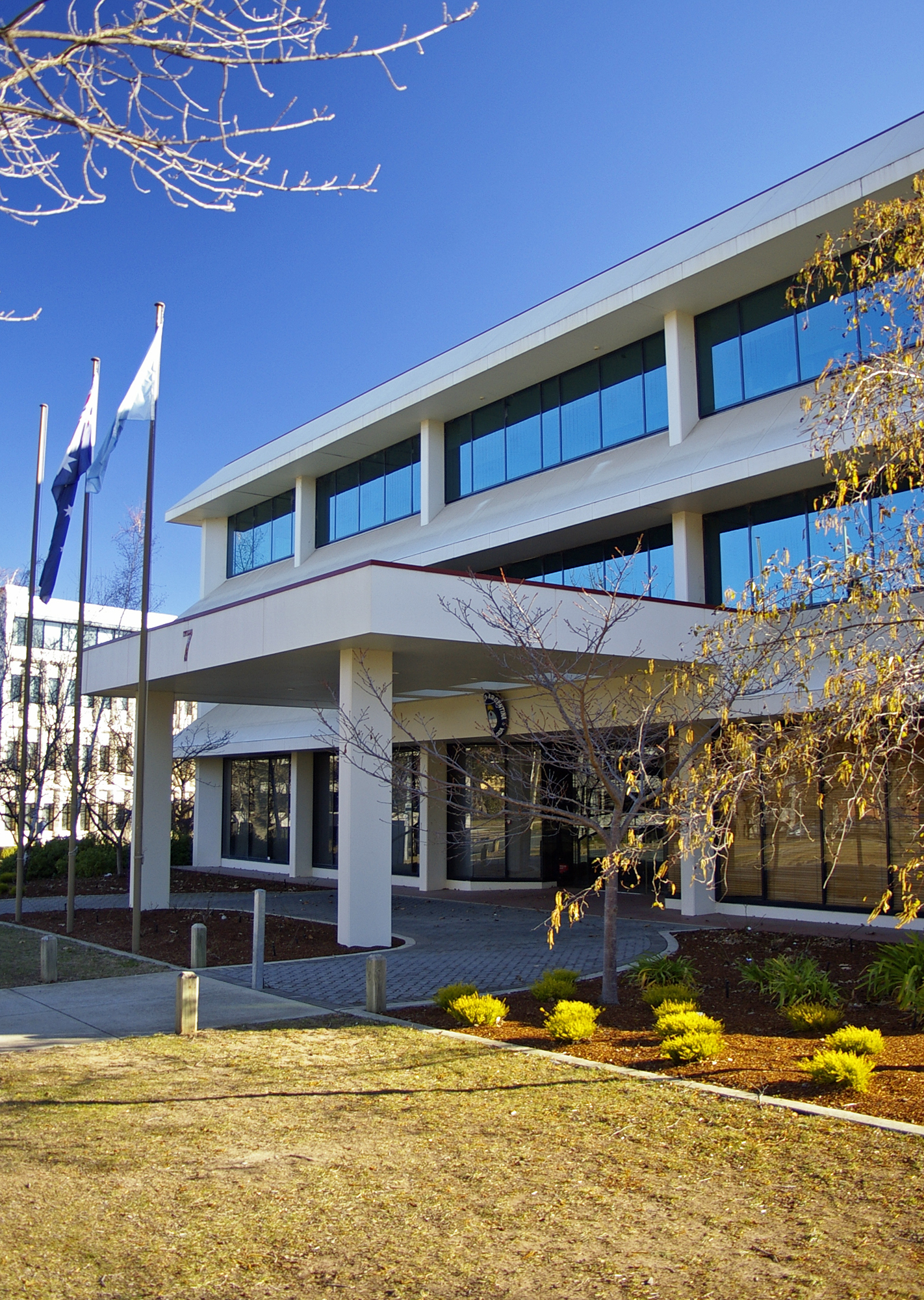
Посольство Аргентины в Канберре

  - Гамбург (генеральное консульство)
  - Франкфурт-на-Майне (генеральное консульство)
- Греция
  - Афины (посольство)
- Дания
  - Копенгаген (посольство)
- Ирландия
  - Дублин (посольство)
- Испания
  - Мадрид (посольство)
  - Барселона (генеральное консульство)
  - Виго (генеральное консульство)
  - Кадис (консульство)
  - Санта-Крус-де-Тенерифе (консульство)
- Италия
  - Рим (посольство)
  - Милан (генеральное консульство)
- Нидерланды
  - Гаага (посольство)
- Норвегия
  - Осло (посольство)
- Польша
  - Варшава (посольство)
- Португалия
  - Лиссабон (посольство)
- Россия
  - Москва (посольство)
- Румыния
  - Бухарест (посольство)
- Сербия
  - Белград (посольство)
- Украина
  - Киев (посольство)
- Финляндия
  - Хельсинки (посольство)
- Франция
  - Париж (посольство)
- Чехия
  - Прага (посольство)
- Швейцария
  - Берн (посольство)
- Швеция
  - Стокгольм (посольство)

## Азия
- Вьетнам
  - Ханой (посольство)
- Израиль
  - Тель-Авив (посольство)
- Индия
  - Нью-Дели (посольство)
  - Мумбаи (генеральное консульство)
- Индонезия
  - Джакарта (посольство)
- Иран
  - Тегеран (посольство)
- Китай
  - Пекин (посольство)
  - Гонконг (генеральное консульство)
  - Гуанчжоу (генеральное консульство)
  - Шанхай (генеральное консульство)
- Китайская Республика
  - Тайбэй (торговое и культурное представительство)
- Республика Корея
  - Сеул (посольство)
- Кувейт
  - Кувейт (посольство)
- Ливан
  - Бейрут (посольство)
- Малайзия
  - Куала-Лумпур (посольство)
- ОАЭ
  - Абу-Даби (посольство)
- Пакистан
  - Исламабад (посольство)
- Государство Палестина
  - Рамалла (представительство)
- Саудовская Аравия
  - Эр-Рияд (посольство)
- Сирия
  - Дамаск (посольство)
- Таиланд
  - Бангкок (посольство)
- Турция
  - Анкара (посольство)
- Филиппины
  - Манила (посольство)
- Япония
  - Токио (посольство)

## Северная Америка
- Гаити
  - Порт-о-Пренс (посольство)
- Гватемала
  - Гватемала (посольство)
- Гондурас
  - Тегусигальпа (посольство)
- Доминиканская Республика
  - Санто-Доминго (посольство)
- Канада
  - Оттава (посольство)
  - Монреаль (генеральное консульство)
  - Торонто (генеральное консульство)
- Коста-Рика
  - Сан-Хосе (посольство)
- Куба
  - Гавана (посольство)
- Мексика
  - Мехико (посольство)
- Никарагуа
  - Манагуа (посольство)
- Панама
  - Панама (посольство)
- Сальвадор
  - Сан-Сальвадор (посольство)
- Тринидад и Тобаго
  - Порт-оф-Спейн (посольство)
- США
  - Вашингтон (посольство)
  - Атланта (генеральное консульство)
  - Лос-Анджелес (генеральное консульство)
  - Майами (генеральное консульство)
  - Нью-Йорк (генеральное консульство)
  - Хьюстон (генеральное консульство)
  - Чикаго (генеральное консульство)
- Ямайка
  - Кингстон (посольство)

## Южная Америка
- Боливия
  - Ла-Пас (посольство)
  - Санта-Крус (генеральное консульство)
  - Тариха (генеральное консульство)
  - Вильясон (консульство)
  - Кочабамба (консульство)
  - Якуиба (консульство)
- Бразилия
  - Бразилиа (посольство)
  - Порту-Алегри (генеральное консульство)
  - Рио-де-Жанейро (генеральное консульство)
  - Сан-Паулу (генеральное консульство)
  - Белу-Оризонти (консульство)
  - Куритиба (консульство)
  - Ресифи (консульство)
  - Салвадор (консульство)
  - Уругуаяна (консульство)
  - Флорианополис (консульство)
  - Фос-ду-Игуасу (консульство)
- Венесуэла
  - Каракас (посольство)
- Гайана
  - Джорджтаун (посольство)
- Колумбия
  - Богота (посольство)
- Парагвай
  - Асунсьон (посольство)
  - Сьюдад-дель-Эсте (генеральное консульство)
  - Энкарнасьон (генеральное консульство)
- Перу
  - Лима (посольство)
- Уругвай
  - Монтевидео (посольство)
  - Колония-дель-Сакраменто (генеральное консульство)
  - Пайсанду (консульство)
  - Пунта-дель-Эсте (консульство)
  - Сальто (консульство)
  - Фрай-Бентос (консульство)
- Чили
  - Сантьяго (посольство)
  - Вальпараисо (генеральное консульство)
  - Пунта-Аренас (генеральное консульство)
  - Антофагаста (консульство)
  - Консепсьон (консульство)
  - Пуэрто-Монт (консульство)
- Эквадор
  - Кито (посольство)

## Африка
- Алжир
  - Алжир (посольство)
- Ангола
  - Луанда (посольство)
- Египет
  - Каир (посольство)
- Кения
  - Найроби (посольство)
- Ливия
  - Триполи (посольство)
- Марокко
  - Рабат (посольство)
- Нигерия
  - Абуджа (посольство)
- Тунис
  - Тунис (посольство)
- ЮАР
  - Претория (посольство)

## Океания
- Австралия
  - Канберра (посольство)
  - Сидней (генеральное консульство)
- Новая Зеландия
  - Веллингтон (посольство)

## Международные организации
- Брюссель (представительство при ЕС)
- Женева (постоянное представительство при ООН и международных организациях)
- Монтевидео (постоянное представительство при ЛАИ and Меркосур)
- Найроби (постоянное представительство при ООН и других международных организациях)
- Нью-Йорк (постоянное представительство при ООН)
- Париж (постоянное представительство при ЮНЕСКО)
- Рим (постоянное представительство при ФАО)
- Вена (постоянное представительство при ООН)
- Вашингтон (постоянное представительство при ОАГ)